# Nemzetközi Beruházásbiztosítási Ügynökség
A  Nemzetközi Beruházásbiztosítási Ügynökség (angolul Multilateral Investment Guarantee Agency (rövidítése: MIGA)) egy 1985. október 11-én kelt nemzetközi egyezménnyel létrehozott szervezet. A Nemzetközi Beruházásbiztosítási Ügynökség létrehozásáról szóló Egyezményt az 1989. évi 7. tvr. hirdette ki Magyarország vonatkozásában.
Az Egyezmény módosításait is törvény hirdeti ki Magyarországon; a 2012. évi XLIV. törvény hirdette ki a  2010. július 30. napján kelt és 2010. november 14-én nemzetközi jogilag hatályba lépett módosítást.

## Története
A Magyar Népköztársaság Elnöki Tanácsa megerősítő okiratának letétele a Nemzetközi Újjáépítési és Fejlesztési Banknál 1988. április 21-én megtörtént. Az Egyezmény 61. cikkében megkívánt feltételek teljesültek, így az Egyezmény 1988. április 12-én hatályba lépett.

## Célja
Az Egyezmény célja a tagországok közötti, és különösen a fejlődő tagországokba irányuló termelő célú beruházások áramlásának elősegítése,
ezzel kiegészítve a Nemzetközi Újjáépítési és Fejlesztési Bank, a Nemzetközi Pénzügyi Társaság és más nemzetközi fejlesztő
pénzintézetek tevékenységét. 
Ennek érdekében az Ügynökség
- a) biztosításokat köt, beleértve az együtt- és viszontbiztosítást is, nem kereskedelmi kockázatokra olyan beruházások tekintetében, amelyek az egyik tagország területén más tagországból származó befektetések révén valósulnak meg;
- b) megfelelő kiegészítő tevékenységet folytat a fejlődő tagországokba irányuló, illetve az azok közötti beruházások áramlásának elősegítésére; és
- c) olyan eseti hatásköröket gyakorol, amelyek szükségesek vagy kívánatosak céljainak elősegítéséhez.[3]